# Okręt lotniczy

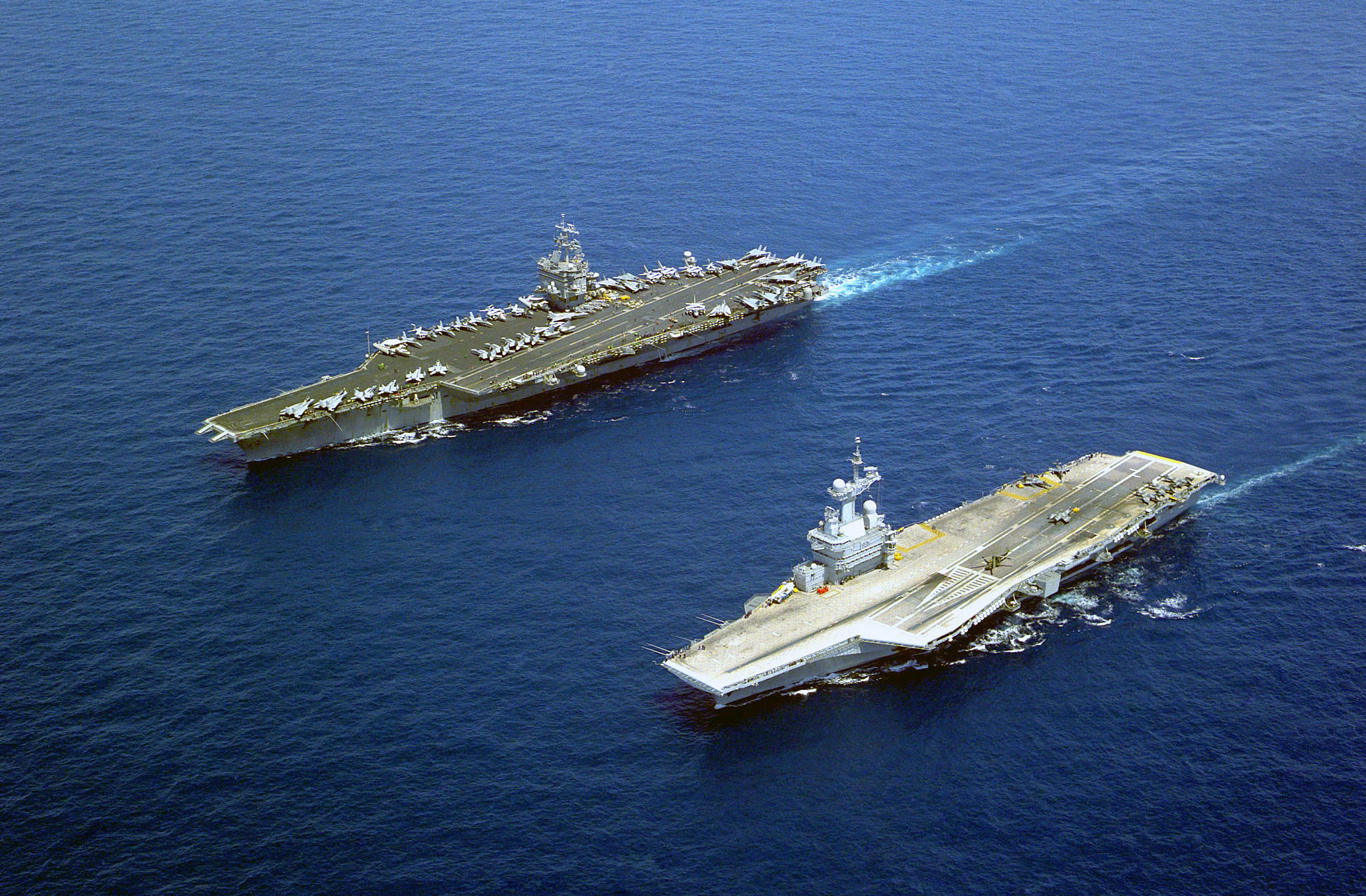
Lotniskowce o napędzie atomowym, amerykański USS „Enterprise” (pierwszy taki okręt na świecie) i francuski „Charles de Gaulle”

Okręty lotnicze - zbiorcze określenie klas okrętów, których podstawowym przeznaczeniem jest prowadzenie operacji lotniczych za pomocą bazujących na nich statków powietrznych (samolotów, śmigłowców).

## Historia
Za pierwszy okręt z którego pokładu przeprowadzono jakiekolwiek działania lotnicze uważa się parowiec „Vulcano”, z którego pokładu w 1849 wypuszczono bomby balonowe.  Przy rozwinięciu definicji „statku powietrznego” na latawiec za pierwszy okręt lotniczy można uznać brytyjski bryg HMAS „Pallas” który w czasie wojen napoleońskich holował latawce wzdłuż wybrzeża francuskiego, rozrzucając anty-napoleońskie pamflety.

### Okręty balonowe
Początkiem okrętów lotniczych były próby bazowania balonów na balonowcach, podejmowane w czasie amerykańskiej wojny secesyjnej.  Pierwszą jednostką z którego w czasie tej wojny wzbił się balon był holownik/kanonierka „Fanny”, ale za pierwszy prawdziwy okręt balonowy uważany jest USS „George Washington Parke Custis”.
Okręty balonowe były używane w czasie I wojny światowej.

### Tendry wodnosamolotów
Pierwszą klasą okrętów lotniczych z cięższymi od powietrza maszynami latającymi, były tendry wodnosamolotów, używane w liczbie kilkunastu jednostek podczas I wojny światowej. Na okrętach tych bazowały wodnosamoloty z podwoziem przystosowanym do wodowania. Podobną, lecz nieliczną klasą okrętów były krążowniki lotnicze. Okręty wykorzystujące wodnosamoloty przestały być używane po II wojnie światowej.

### Lotniskowce
Zasadniczą klasą okrętu lotniczego stał się lotniskowiec - okręt z pokładem startowym, z którego mogły operować samoloty z podwoziem lądowym. Pierwszy lotniskowiec zbudowano już pod koniec I wojny światowej, ale dopiero w latach 20. XX wieku okręty te stały się praktycznymi środkami walki. Od czasu II wojny światowej lotniskowce stały się dominującą klasą okrętów; wyróżnia się wśród nich kilka odmian.

### Śmigłowcowce

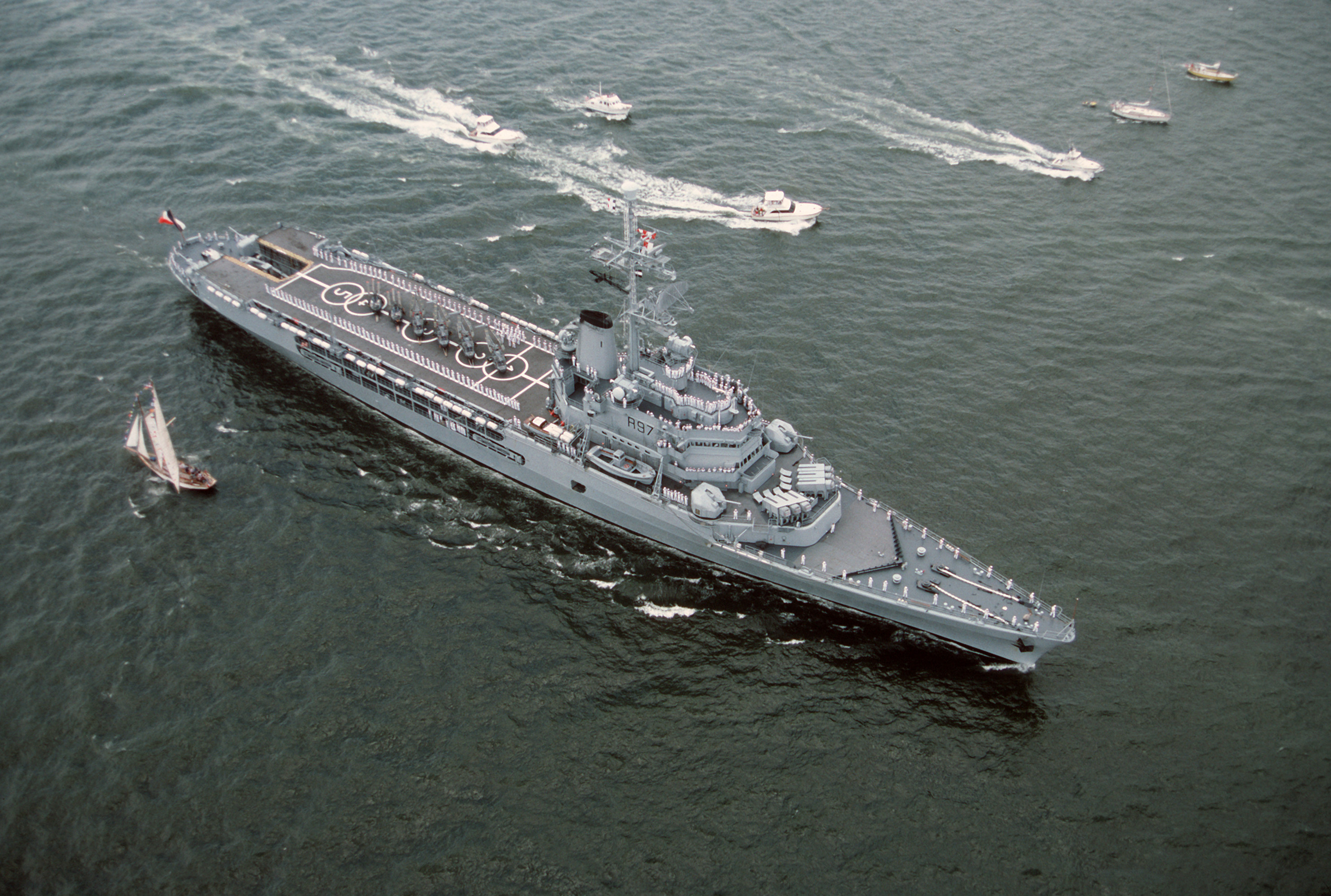
Francuski śmigłowcowiec „Jeanne d’Arc”

Trzecią grupą okrętów lotniczych, po wprowadzeniu śmigłowców stały się krążowniki śmigłowcowe (śmigłowcowce), przenoszące kilka do kilkunastu śmigłowców, oprócz innego pomocniczego uzbrojenia. Okręty te były głównie przeznaczone do zwalczania okrętów podwodnych. Odrębną klasę okrętów stanowią śmigłowcowce desantowe, stanowiące odmianę okrętów desantowych i przeznaczone do przenoszenia desantu. Oprócz śmigłowcowców (okrętów lotniczych), śmigłowce w liczbie do kilku sztuk bazują także na innych klasach okrętów.